# Jo Hendriks

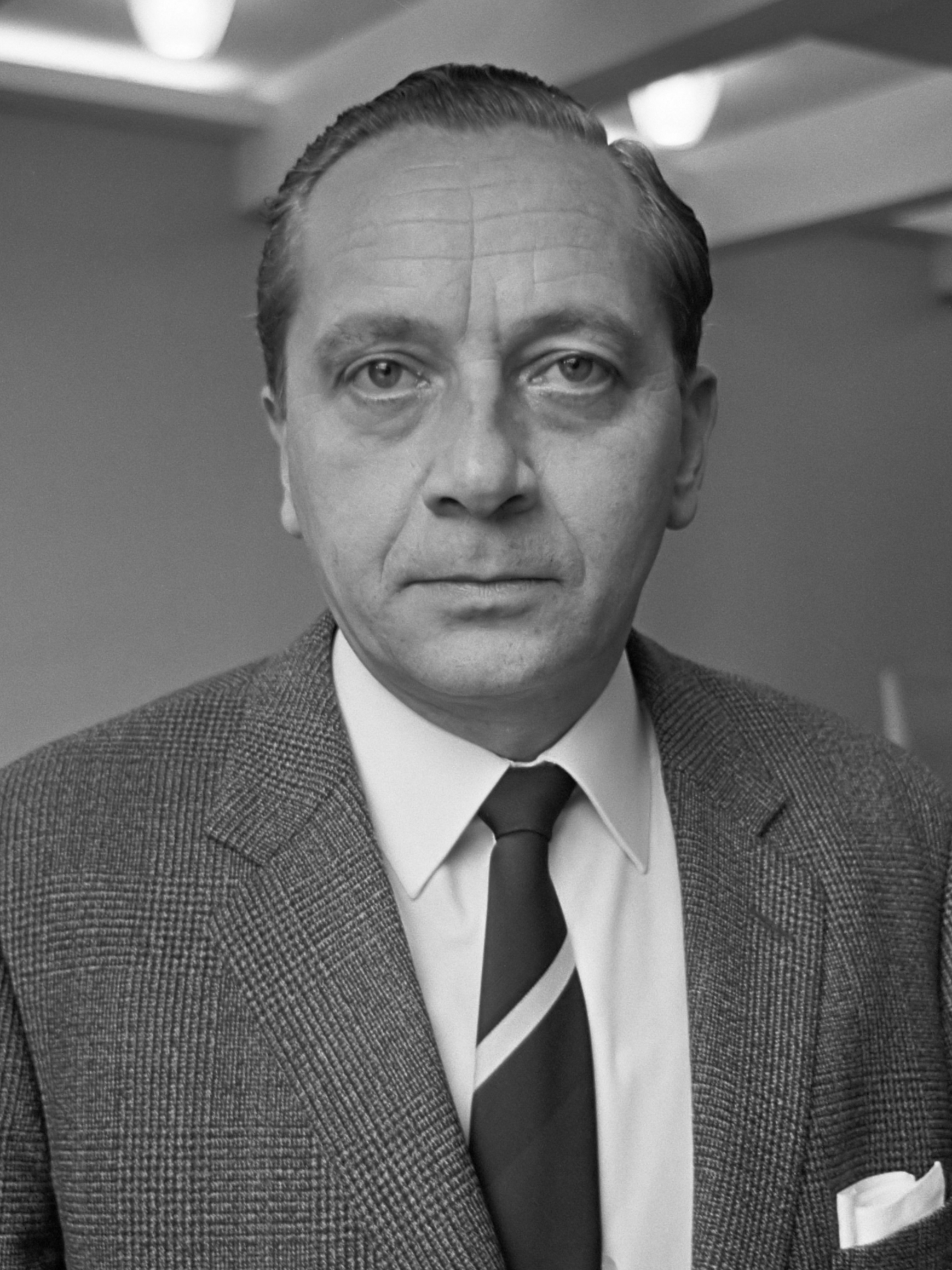
Jo Hendriks (1966)

Josephus „Jo“ Petronella Maria Henriks (* 4. März 1923 in Sint-Oedenrode, Provinz Noord-Brabant; † 5. September 2001 in Tilburg, Provinz Noord-Brabant) war ein niederländischer Politiker der Katholieke Volkspartij (KVP) sowie danach des Christen-Democratisch Appèl (CDA), der unter anderem zwischen 1973 und 1977 im Kabinett Den Uyl Staatssekretär im Ministerium für Gesundheit und Umwelt sowie 1977 kurzzeitig Mitglied der Zweiten Kammer der Generalstaaten war. Er war der erste Politiker, der schlüssige Ideen für die staatliche Krankenversicherung hatte. Allerdings war es ihm auch aus Mangel an politischer Erfahrung nicht gelungen, diese in ein Gesetz umzusetzen. Sein Memorandum zur Gesundheitsstruktur bildete die Grundlage für viele spätere Veränderungen in diesem Sektor.
Nach seiner politischen Laufbahn fungierte er als Vorsitzender der öffentlich-rechtliche Rundfunkorganisation Katholieke Radio Omroep (KRO) und wichtiger Beratungsgremien im Bereich Public Health wie des Nationalen Gesundheitsrates (Nationale Raad voor de Volksgezondheid).

## Leben

### Versicherungsmanager und Staatssekretär

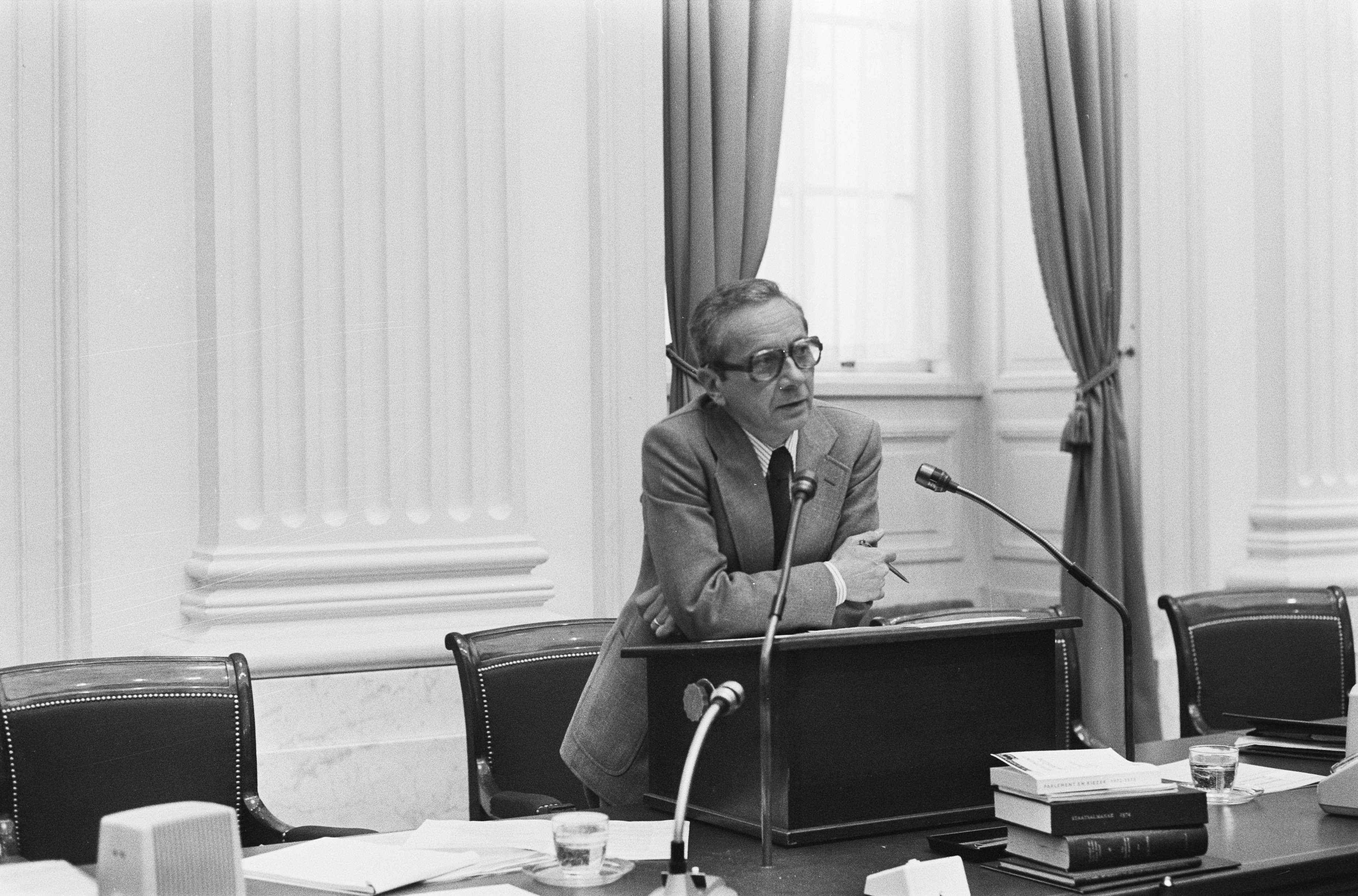
Jo Hendriks während einer Debatte in der Zweiten Kammer der Generalstaaten (20. Juni 1974).

Josephus „Jo“ Petronella Maria Henriks, dessen Vater Jan Hendriks 1930 Gründer und Direktor des Zentralen Krankenversicherungsfonds CZ (Centraal Ziekenfonds) in Tilburg war, begann seine berufliche Laufbahn als Hilfsinspekteur beim Centraal Ziekenfonds, des heutigen Versicherers CZ Group. 1946 wurde er Sekretär des Vorstands sowie 1956 als Nachfolger seines Vaters schließlich Direktor des Centraal Ziekenfonds. Darüber hinaus wurde er 1964 auch Vorstandsvorsitzender des Verbandes der römisch-katholischen Krankenkassen (Bond van Rooms-Katholieke Ziekenfondsen).
Am 11. Mai 1973 wurde Henriks im Kabinett Den Uyl Staatssekretär im Ministerium für Gesundheit und Umwelt (Staatssecretaris van Volksgezondheid en Milieuhygiëne) und als solcher bis zum 19. Dezember 1977 zuständig für öffentliche Gesundheit mit Ausnahme der Gesetzgebung zum Schwangerschaftsabbruch und der Koordinierung der Drogenpolitik.
1974 wurde durch ihn ein neues Gesetz zum niederländischen Arzneibuch (Wet Nederlandse Farmacopee) eingeführt, das ein früheres Gesetz von 1871 ersetzte. Das Arzneibuch ist eine Sammlung von Monographien, in denen die Zubereitung, Qualitätsanforderungen und Zusammensetzung von Arzneimitteln beschrieben werden und nach dem Gesetz eine wissenschaftlich fundierte Herstellung von Arzneimitteln gewährleistet werden muss. Sein 1976 erschienenes Memorandum zur Gesundheitsstruktur (Structuurnota gezondheidszorg) bildete die Grundlage für viele spätere Veränderungen in diesem Sektor. 
1977 wurde der Grundsatzbrief „Maßnahmen zur Begrenzung des Rauchens“ (Maatregelen ter beperking van het roken) veröffentlicht, der Maßnahmen zur Begrenzung des Rauchens einleitete wie Warnhinweise auf Verpackungen und Beschränkungen der Tabakwerbung, aber auch Maßnahmen zum Schutz von Nichtrauchern wie beispielsweise die Ausweitung des Rauchverbots in öffentlichen Räumen enthielt. Ferner sollten längerfristig Verbrauchsteuererhöhungen und Verkaufsbeschränkungen das Rauchen weiter reduzieren. 1977 veröffentlichte er zusammen mit dem Minister für Bildung und Wissenschaft Jos van Kemenade und den Staatssekretären Marcel van Dam (Ministerium für Wohnungswesen und Raumordnung), Wim Meijer (Ministerium für Kultur, Freizeitgestaltung und Fürsorge) und Jan Mertens (Ministerium für Soziales) das Memorandum „Überblick über die aktuelle Situation der Rehabilitationspolitik“ (Schets van de huidige situatie van het revalidatiebeleid). Das Memorandum beschrieb die Pflege von Menschen mit Behinderungen und ihre Engpässe. Es definierte, wer als behinderte Person gilt und um welche Zahlen es sich handelte. Als Bedingungen für die Rehabilitationspolitik wurden unter anderem ein multidisziplinärer Ansatz, Koordination, Kontinuität, Kohärenz zwischen Anerkennung, Behandlung und Beratung und funktionaler versus kategorialer Ansatz angesehen. Danach sollten gruppenspezifische Einrichtungen eine zusätzliche und unterstützende Wirkung für allgemeine Einrichtungen haben. Die Einrichtungen sollten sich auf die Wiedereingliederung und Resozialisierung behinderter Menschen konzentrieren.
Während seiner Amtszeit als Staatssekretär wurde zudem 1977 das Tierversuchsgesetz (Wet op de dierproeven) erlassen, dessen Entwurf 1970 vom damaligen Staatssekretär im Ministerium für Soziales und Gesundheit Roelof Kruisinga vorgelegt wurde. Damit wurde die Durchführung von Tierversuchen an eine Bewilligung gebunden und Tests mussten auf spezifische Interessen von Mensch und Tier oder auf deren Gesundheit oder Ernährung ausgerichtet sein. Tierärzte oder andere Experten sollten das Wohlergehen von Versuchstieren überwachen. Genehmigungsinhaber mussten darüber hinaus Aufzeichnungen führen und diese regelmäßig vorlegen. Die oberste Veterinärinspektion für öffentliche Gesundheit (Veterinaire hoofdinspectie van de volksgezondheid) wurde mit der Überwachung der Einhaltung der Gesetze beauftragt.

### Mitglied der Zweiten Kammer und Vorsitzender des Nationalen Rates für öffentliche Gesundheit

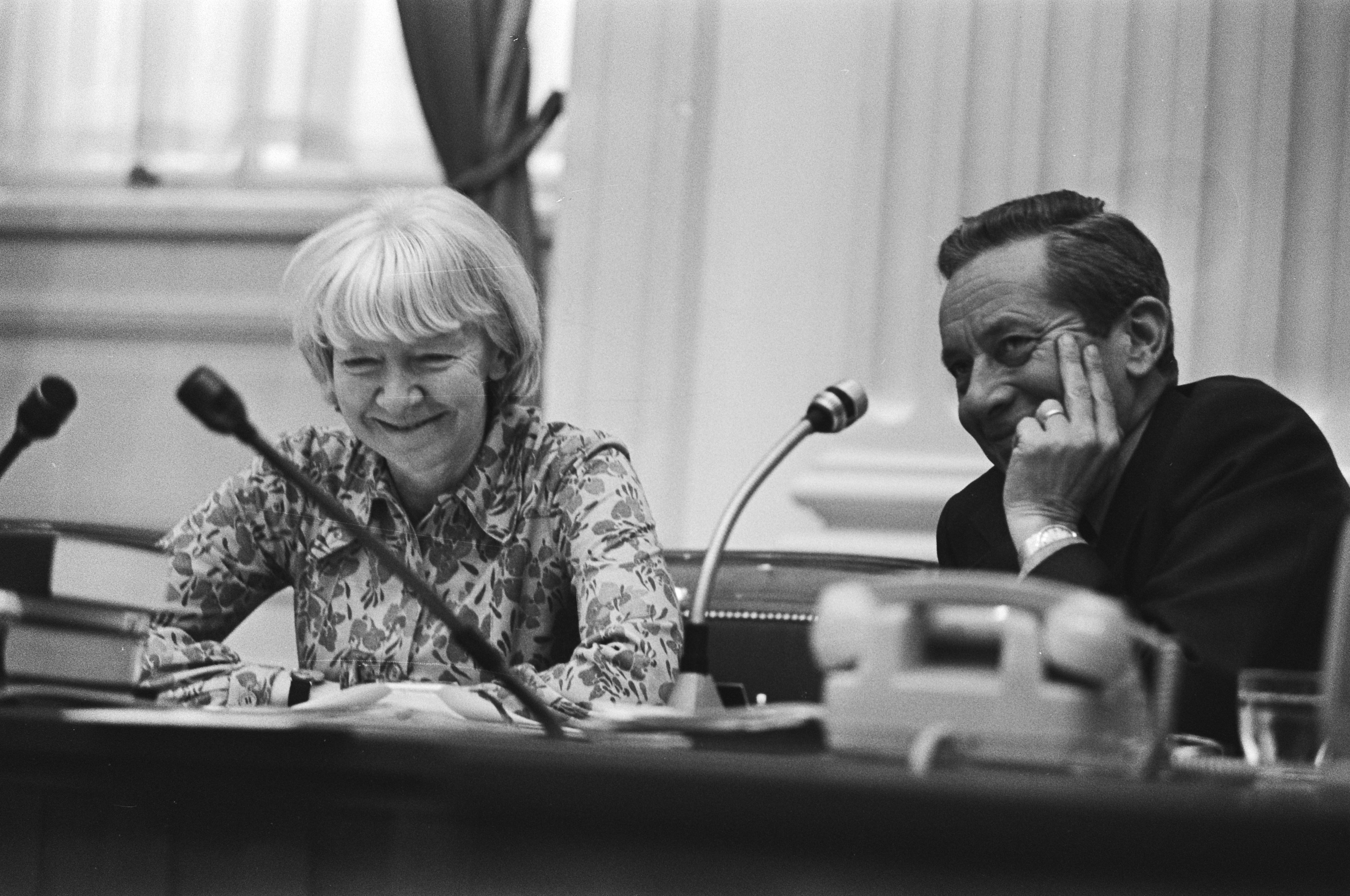
Staatssekretär Hendriks mit der Ministerin für Gesundheit und Umwelt Irene Vorrink (11. März 1976).

Am 8. Juni 1977 wurde Jo Henriks für die Katholieke Volkspartij (KVP) Mitglied der Zweiten Kammer der Generalstaaten (Tweede Kamer der Staten-Generaal), des Unterhauses des Parlaments (Generalstaaten), und gehörte dieser bis zum 8. September 1977 an. 
Nach seiner politischen Laufbahn fungierte er als Vorsitzender der öffentlich-rechtliche Rundfunkorganisation Katholieke Radio Omroep (KRO). Im Anschluss übernahm er am 1. Februar 1981 den Posten als Vorsitzender des Zentralrats für öffentliche Gesundheit (Centrale Raad voor de Volksgezondheid) und war daraufhin zwischen dem 1. Januar 1983 und dem 1. Mai 1991 Vorsitzender des daraus entstandenen Nationalen Rates für öffentliche Gesundheit (Nationale Raad voor de Volksgezondheid). Nach dem Zusammenschluss der Anti-Revolutionaire Partij (ARP), der Christelijk-Historische Unie (CHU) und der Katholieke Volkspartij (KVP) wurde er am 11. Oktober 1980 Mitglied des daraus hervorgegangenen Christen-Democratisch Appèl (CDA). Darüber hinaus wurde er 1986 Mitglied des Aufsichtsrates des Wirtschaftsprüfungs- und Steuerberatungsunternehmens Deloitte Dijker Van Dien Groep sowie 1987 Vorsitzender der Niederländischen Stiftung für Ernährung (Stichting Voeding Nederland).